# Luquin
Luquin (en euskera: Lukin) es un municipio español de la Comunidad Foral de Navarra, situado en la merindad de Estella, en la comarca de Estella Oriental y a 53,7 km de la capital de la comunidad, Pamplona. Su población en 2024 fue de 131 habitantes (INE).

## Símbolos
El escudo de armas del lugar de Luquin tiene el siguiente blasón:

Trae de gules y tres espigas de trigo de oro, terrazadas y sumadas de dos leones rampantes afrontados, también de oro.

## Geografía
La localidad de Luquin está situada en la parte occidental de la Comunidad Foral de Navarra, en la comarca geográfica de Tierra Estella, el valle Santesteban de la Solana, en el piedemonte de Montejurra, a una distancia de 10 km de Estella, 50 de Pamplona, 35 de Logroño y 70 de Vitoria y a una altitud de 595 m s. n. m.
Su término municipal tiene una superficie de 8,10 km² y limita al norte con Igúzquiza; al este con la facería de Arambelza; al sur con Arróniz y Barbarin; y al oeste con la facería de Samindieta y Villamayor de Monjardín. 
También posee un enclave, el caserío de Vista-Alegre que limita con Barbarin al norte, Arróniz al este, Sesma al sur y Los Arcos al oeste.

## Toponimia
El nombre parece de origen latino, como muchos de la zona media de Navarra acabados en -in y en -ain. Significaría ‘lugar propiedad de una persona llamada Lucius’.

## Historia
Luquin existe como pueblo desde el año 921.

## Demografía
Luquin cuenta con una población de 131 habitantes (INE 2024).
| Gráfica de evolución demográfica de Luquin entre 1857 y 2021                                                        |
| |
| Población de derecho según los censos de población del INE Población de hecho según los censos de población del INE |

## Administración y política
Estos son los últimos alcaldes de Luquin:
| Mandato   | Nombre del alcalde      | Partido político |
| --------- | ----------------------- | ---------------- |
| 2003-2005 | Raúl Bacaicoa Fernández | C.I. de Luquin   |
| 2005-2007 | Luis Ramón Azcona       | C.I San Isidro   |
| 2007-2011 | Luis Ramón Azcona       | C.I San Isidro   |
| 2011-     | Aurelio Pardo           |                  |

## Patrimonio

### Monumentos religiosos
Su Iglesia está dedicada a San Martín de Tours. Su origen es medieval pero fue ampliada y renovada en el siglo XVII.
La Basílica, también de origen medieval, dedicada a la Virgen de los Remedios y de los Milagros es el centro de una gran devoción en la zona.

### Monumentos civiles
Varias casas nobiliarias con escudos de armas, en algunos casos de grandes dimensiones.
El Palacio de Luquin es un palacio cabo de armería, que en torno a 1960 se desmontó y se trasladó a Estella, al término de Oncineda, con intención de convertirlo en parador nacional. No se le llegó a dar tal uso.

## Cultura

### Fiestas y eventos
- Fiesta y Novena se celebran el 8 de septiembre dedicadas a la Virgen de Los Remedios y de Los Milagros.
- 11 de noviembre - San Martín
- 15 de mayo - San Isidro

### Deporte
Luquin cuenta con dos entidades que trabajan por el ocio y el deporte. Estas son La Peña Ciclista Luquin y el equipo de fútbol-sala Carpintería Luquin. Estas dos entidades proporcionan opciones de practicar diversos deportes a los habitantes de Luquin. La Peña en concreto cuenta con 150 socios y socias y organiza más de 15 eventos al año. El Carpintería Luquin milita en campeonatos de fútbol-sala en Tierra Estella.

### Leyendas
Aparición de la Virgen de los Remedios y del Milagro
Cuenta la leyenda que estando arando su campo un humilde labrador vio como su arado rozó en una losa. Intrigado limpió la losa y la movió...Y allí estaban las dos imágenes de la Virgen que actualmente se veneran. Las gentes del pueblo las devolvieron a su altar.
Pero como se dieron cuenta de que el pueblo vecino de Villamayor no tenía Virgen subieron una de las dos. Al día siguiente aparecía la imagen en Luquin con una gota de sangre. Esto se repitió varias veces con el mismo resultado. De ahí que se decidió que las dos imágenes se quedaran para siempre.
Cuentan de ellas innumerables milagros y ayudas a las gentes que les tienen devoción.
La veneración en la Merindad ha sido muy grande. Su fiesta se celebra el 8 de septiembre con una novena.